# Svitava
De Svitava (Duits: Zwitta) is een rivier in Tsjechië. De rivier ontspringt in het heuvelgebied (Svitavská pahorkatina) bij het dorp Javorník, zo'n drie kilometer ten noordwesten van Svitavy. Bij Blansko stroomt de Punkva in de Svitavy. Bij Brno mondt de rivier uit in de rivier de Svratka.
- Nationale Bibliotheek van Tsjechië: ge137857
- Virtual International Authority File: 150144928762554441279